# Columbisoga singaporensis
Columbisoga singaporensis är en insektsart som först beskrevs av Frederick Arthur Godfrey Muir 1919.  Columbisoga singaporensis ingår i släktet Columbisoga och familjen sporrstritar. Inga underarter finns listade i Catalogue of Life.